# Sport-Club Freiburg 2019-2020 (femminile)
Questa voce raccoglie le informazioni riguardanti la squadra femminile dello Sport-Club Freiburg nelle competizioni ufficiali della stagione 2019-2020.

## Divise e sponsor
La grafica era la stessa adottata dal Friburgo maschile. Lo sponsor principale è Badenova, quello tecnico, fornitore delle tenute, è Hummel.
| Casa | Trasferta | Terza divisa |

## Organigramma societario
Tratto dal sito ufficiale
Area tecnica
- Allenatore: Daniel Kraus
- Allenatore in seconda:
- Allenatore in seconda:
- Preparatori dei portieri: Elke Walther
- Preparatori atletici:

## Rosa
Rosa, ruoli e numeri di maglia come da sito ufficiale e sito della federazione tedesca, aggiornati all'27 gennaio 2021.
| N. |                     | Ruolo | Calciatrice        |
| -- | ------------------- | ----- | ------------------ |
| 1  | Germania (bandiera) | P     | Lena Nuding        |
| 2  | Germania (bandiera) | D     | Lisa Karl          |
| 4  | Germania (bandiera) | C     | Meret Wittje       |
| 5  | Germania (bandiera) | D     | Kim Fellhauer      |
| 6  | Germania (bandiera) | C     | Mia Büchele        |
| 7  | Svizzera (bandiera) | C     | Naomi Mégroz       |
| 8  | Germania (bandiera) | D     | Rebecca Knaak      |
| 9  | Germania (bandiera) | C     | Janina Minge       |
| 10 | Svizzera (bandiera) | A     | Tyara Buser        |
| 11 | Germania (bandiera) | A     | Hasret Kayikçi     |
| 13 | Germania (bandiera) | A     | Sandra Starke      |
| 14 | Germania (bandiera) | C     | Lina Bürger        |
| 15 | Germania (bandiera) | D     | Victoria Ezebinyuo |

| N. |                       | Ruolo | Calciatrice         |
| -- | --------------------- | ----- | ------------------- |
| 16 | Germania (bandiera)   | D     | Greta Stegemann     |
| 17 | Germania (bandiera)   | A     | Ereleta Memeti      |
| 18 | Germania (bandiera)   | A     | Stefanie Sanders    |
| 19 | Germania (bandiera)   | D     | Jobina Lahr         |
| 20 | Slovacchia (bandiera) | D     | Jana Vojteková      |
| 21 | Germania (bandiera)   | D     | Samantha Steuerwald |
| 22 | Germania (bandiera)   | D     | Luisa Wensing       |
| 23 | Germania (bandiera)   | C     | Marie Müller        |
| 24 | Germania (bandiera)   | D     | Muriel Kroflin      |
| 25 | Germania (bandiera)   | C     | Julia Landenberger  |
| 27 | Germania (bandiera)   | C     | Giovanna Hoffmann   |
| 32 | Germania (bandiera)   | P     | Luisa Palmen        |
| 33 | Svizzera (bandiera)   | P     | Elvira Herzog       |

## Calciomercato

### Sessione estiva
| Acquisti | Acquisti           | Acquisti  | Acquisti                    |
| R.       | Nome               | da        | Modalità                    |
| -------- | ------------------ | --------- | --------------------------- |
| D        | Victoria Ezebinyuo |           | aggregata dalla Primavera B |
| D        | Naomi Mégroz       | Zurigo    | definitivo                  |
| D        | Jana Vojteková     | Sand      | definitivo                  |
| C        | Meret Wittje       | Wolfsburg | definitivo                  |

| Cessioni | Cessioni             | Cessioni      | Cessioni                       |
| R.       | Nome                 | a             | Modalità                       |
| -------- | -------------------- | ------------- | ------------------------------ |
| P        | Rafaela Borggräfe    | Friburgo II   | aggregata alla squadra riserve |
| C        | Giulia Gwinn         | Bayern Monaco | definitivo                     |
| C        | Marie Müller         | Friburgo II   | aggregata alla squadra riserve |
| C        | Desiree van Lunteren | Ajax          | definitivo                     |
| A        | Ivana Fuso           | Basilea       | definitivo                     |

### Sessione invernale
| Acquisti | Acquisti | Acquisti | Acquisti |
| R.       | Nome     | da       | Modalità |
| -------- | -------- | -------- | -------- |
|          |          |          |          |

| Cessioni | Cessioni       | Cessioni   | Cessioni   |
| R.       | Nome           | a          | Modalità   |
| -------- | -------------- | ---------- | ---------- |
| C        | Hikaru Naomoto | Urawa Reds | definitivo |

## Risultati

### Frauen-Bundesliga

#### Girone di andata
| Arbitro: | Biehl (Siesbach) |

|           |           |                                   |
| Minge 37’ | Marcatori | 18’ Damnjanović 48’, 54’ Dallmann |

| Arbitro: | Heidenreich (Bad Schwartau) |

|            |           |  |
| Uebach 49’ | Marcatori |  |

| Friburgo in Brisgovia 15 settembre 2019, ore 14:00 CEST 3ª giornata | Friburgo                  | 0 – 0 referto | Sand | Möslestadion (1 483 spett.)\| Arbitro: \| Wacker (Lehrensteinsfeld) \| |
| Arbitro:                                                            | Wacker (Lehrensteinsfeld) |               |      |                                                                        |

| Arbitro: | Diekmann (Dortmund) |

|  |           |               |
|  | Marcatori | 71’ Vojteková |

| Arbitro: | Joos (Leinfelden-Echterdingen) |

|            |           |                                      |
| Starke 33’ | Marcatori | 5’, 20’, 49’, 70’ Waßmuth 39’ Hartig |

| Arbitro: | Hussein (Bad Harzburg) |

|                                                  |           |                                                |
| Prašnikar 60’ Gasper 63’ (rig.), 83’ Ehegötz 80’ | Marcatori | 3’, 29’ (rig.), 90+2’ Knaak 7’ Bühl 69’ Wieder |

| Arbitro: | Heimann (Gladbeck) |

|                                                 |           |  |
| Kirchberger 30’ Müller 37’ Kayikçi 39’ Bühl 51’ | Marcatori |  |

| Arbitro: | Kunkel (Amburgo) |

|                          |           |                                     |
| Ondrušová 32’ Linden 63’ | Marcatori | 33’, 56’ Bühl 50’ Starke 82’ Lotzen |

| Arbitro: | Appelmann (Alzey) |

|  |           |                                                                                      |
|  | Marcatori | 10’ Jakabfi 23’, 28’ Pajor 38’ (rig.), 45’, 81’ Harder 87’ Gunnarsdóttir 90+2’ Engen |

| Arbitro: | Derlin (Bad Schwartau) |

|                                                             |           |  |
| Schüller 2’, 74’ (rig.) Brüggemann 66’ Anyomi 74’ Lange 89’ | Marcatori |  |

| Arbitro: | Westerhoff (Bochum) |

|                          |           |                                         |
| Bühl 30’, 62’ Wittje 57’ | Marcatori | 6’ (rig.), 89’ Feiersinger 69’ Freigang |

#### Girone di ritorno
| Arbitro: | Wacker (Marbach am Neckar) |

|                                    |           |  |
| Kirchberger 3’ (aut.) Ilestedt 81’ | Marcatori |  |

| Arbitro: | Wacker (Lehrensteinsfeld) |

|          |           |            |
| Bühl 21’ | Marcatori | 55’ Zeller |

| Arbitro: | Heimann (Gladbeck) |

|  |           |                     |
|  | Marcatori | 11’ Bühl 64’ Lotzen |

| Arbitro: | Biehl (Siesbach) |

|                        |           |                             |
| Starke 20’ Sanders 32’ | Marcatori | 3’ Morina 90+1’ Halverkamps |

| Arbitro: | Wacker (Marbach am Neckar) |

|                                                 |           |             |
| Rall 36’ Billa 37’ Waßmuth 86’ Beuschlein 90+4’ | Marcatori | 74’ Kayikçi |

| Arbitro: | Derlin (Bad Schwartau) |

|                            |           |                       |
| Bühl 56’, 88’ Mégroz 90+1’ | Marcatori | 19’ Mesjasz 23’ Siems |

| Arbitro: | Joos (Leinfelden-Echterdingen) |

|                                                           |           |  |
| Minge 5’, 65’ Karl 17’ Starke 23’ Kayikçi 54’ Sanders 58’ | Marcatori |  |

| Arbitro: | Wacker (Lehrensteinsfeld) |

|                                                                |           |            |
| Sanders 21’ Stegemann 51’ Bühl 61’ Kayikçi 68’ Mégroz 84’, 86’ | Marcatori | 12’ Linden |

| Arbitro: | Kunkel (Amburgo) |

|                          |           |  |
| Wedemeyer 32’ Harder 47’ | Marcatori |  |

| Arbitro: | Hussein (Bad Harzburg) |

|           |           |                            |
| Minge 47’ | Marcatori | 25’ Ioannidou 76’ Oberdorf |

| Arbitro: | Appelmann (Alzey) |

|  |           |                        |
|  | Marcatori | 29’ Kayikçi 88’ Starke |

### DFB-Pokal
| Arbitro: | Michel (Gau-Odernheim) |

|               |           |                                                             |
| Obermeier 63’ | Marcatori | 6’, 52’ (rig.) Knaak 18’, 44’ Starke 77’ Kayikçi 83’ Wieder |

| Arbitro: | Söder (Ingolstadt) |

|                        |           |                                       |
| Bühl 30’ Sanders 90+2’ | Marcatori | 45’ Ehegötz 46’ Gerhardt 84’ Zadrazil |

## Statistiche

### Statistiche di squadra
| Competizione         | Punti | In casa | In casa | In casa | In casa | In casa | In casa | In trasferta | In trasferta | In trasferta | In trasferta | In trasferta | In trasferta | Totale | Totale | Totale | Totale | Totale | Totale | DR |
| Competizione         | Punti | G       | V       | N       | P       | Gf      | Gs      | G            | V            | N            | P            | Gf           | Gs           | G      | V      | N      | P      | Gf     | Gs     | DR |
| -------------------- | ----- | ------- | ------- | ------- | ------- | ------- | ------- | ------------ | ------------ | ------------ | ------------ | ------------ | ------------ | ------ | ------ | ------ | ------ | ------ | ------ | -- |
| Frauen-Bundesliga    | 31    | 11      | 3       | 4       | 4       | 28      | 27      | 11           | 6            | 0            | 5            | 15           | 20           | 22     | 9      | 4      | 9      | 43     | 47     | -4 |
| DFB-Pokal der Frauen | -     | 1       | 0       | 0       | 1       | 2       | 3       | 1            | 1            | 0            | 0            | 6            | 1            | 2      | 1      | 0      | 1      | 8      | 4      | +4 |
| Totale               | -     | 12      | 3       | 4       | 5       | 30      | 30      | 12           | 7            | 0            | 5            | 21           | 21           | 24     | 10     | 4      | 10     | 51     | 51     | 0  |

### Andamento in campionato
| Giornata  | 1  | 2  | 3  | 4 | 5  | 6 | 7 | 8 | 9 | 10 | 11 | 12 | 13 | 14 | 15 | 16 | 17 | 18 | 19 | 20 | 21 | 22 |
| --------- | -- | -- | -- | - | -- | - | - | - | - | -- | -- | -- | -- | -- | -- | -- | -- | -- | -- | -- | -- | -- |
| Luogo     | C  | T  | C  | T | C  | T | C | T | C | T  | C  | T  | C  | T  | C  | T  | C  | T  | C  | T  | C  | T  |
| Risultato | P  | P  | N  | V | P  | V | V | V | P | P  | N  | P  | N  | V  | N  | P  | V  | V  | V  | P  | P  | V  |
| Posizione | 10 | 10 | 10 | 8 | 10 | 7 | 6 | 6 | 6 | 8  | 8  | 8  | 8  | 7  | 7  | 8  | 7  | 7  | 7  | 7  | 7  | 7  |

Legenda:

Luogo: C = Casa; T = Trasferta. Risultato: V = Vittoria; N = Pareggio; P = Sconfitta.

### Statistiche delle giocatrici
| Giocatore      | Frauen-Bundesliga | Frauen-Bundesliga | Frauen-Bundesliga | Frauen-Bundesliga | DFB-Pokal der Frauen | DFB-Pokal der Frauen | DFB-Pokal der Frauen | DFB-Pokal der Frauen | Totale   | Totale | Totale      | Totale     |
| Giocatore      | Presenze          | Reti              | Ammonizioni       | Espulsioni        | Presenze             | Reti                 | Ammonizioni          | Espulsioni           | Presenze | Reti   | Ammonizioni | Espulsioni |
| -------------- | ----------------- | ----------------- | ----------------- | ----------------- | -------------------- | -------------------- | -------------------- | -------------------- | -------- | ------ | ----------- | ---------- |
| S. Beck        | .                 | .                 | .                 | .                 | .                    | .                    | .                    | .                    | 0        | 0      | 0           | 0          |
| R. Borggräfe   | .                 | .                 | .                 | .                 | .                    | .                    | .                    | .                    | 0        | 0      | 0           | 0          |
| K. Bühl        | 21                | 11                | 0                 | 0                 | 2                    | 1                    | 0                    | 0                    | 23       | 12     | 0           | 0          |
| K. Fellhauer   | .                 | .                 | .                 | .                 | .                    | .                    | .                    | .                    | 0        | 0      | 0           | 0          |
| M. Frohms      | .                 | .                 | .                 | .                 | .                    | .                    | .                    | .                    | 0        | 0      | 0           | 0          |
| A. Hegenauer   | .                 | .                 | .                 | .                 | .                    | .                    | .                    | .                    | 0        | 0      | 0           | 0          |
| L. Karl        | .                 | .                 | .                 | .                 | .                    | .                    | .                    | .                    | 0        | 0      | 0           | 0          |
| H. Kayikçi     | .                 | .                 | .                 | .                 | .                    | .                    | .                    | .                    | 0        | 0      | 0           | 0          |
| V. Kirchberger | .                 | .                 | .                 | .                 | .                    | .                    | .                    | .                    | 0        | 0      | 0           | 0          |
| R. Knaak       | .                 | .                 | .                 | .                 | .                    | .                    | .                    | .                    | 0        | 0      | 0           | 0          |
| J. Lahr        | .                 | .                 | .                 | .                 | .                    | .                    | .                    | .                    | 0        | 0      | 0           | 0          |
| L. Lotzen      | .                 | .                 | .                 | .                 | .                    | .                    | .                    | .                    | 0        | 0      | 0           | 0          |
| J. Minge       | .                 | .                 | .                 | .                 | .                    | .                    | .                    | .                    | 0        | 0      | 0           | 0          |
| M. Müller      | .                 | .                 | .                 | .                 | .                    | .                    | .                    | .                    | 0        | 0      | 0           | 0          |
| H. Naomoto     | .                 | .                 | .                 | .                 | .                    | .                    | .                    | .                    | 0        | 0      | 0           | 0          |
| L. Nuding      | .                 | .                 | .                 | .                 | .                    | .                    | .                    | .                    | 0        | 0      | 0           | 0          |
| S. Sanders     | .                 | .                 | .                 | .                 | .                    | .                    | .                    | .                    | 0        | 0      | 0           | 0          |
| C. Schiewe     | .                 | .                 | .                 | .                 | .                    | .                    | .                    | .                    | 0        | 0      | 0           | 0          |
| C. Schöne      | .                 | .                 | .                 | .                 | .                    | .                    | .                    | .                    | 0        | 0      | 0           | 0          |
| S. Starke      | .                 | .                 | .                 | .                 | .                    | .                    | .                    | .                    | 0        | 0      | 0           | 0          |
| G. Stegemann   | .                 | .                 | .                 | .                 | .                    | .                    | .                    | .                    | 0        | 0      | 0           | 0          |
| V. Wieder      | .                 | .                 | .                 | .                 | .                    | .                    | .                    | .                    | 0        | 0      | 0           | 0          |